# Área metropolitana de Montería
El Área metropolitana de Montería es una conurbación colombiana de facto; integrada por su municipio principal Montería, y los municipios cercanos a este Cereté, San Pelayo, San Carlos y Ciénaga de Oro. Su núcleo económico y política también es el municipio de Montería. Esta región concentra gran parte de la actividad económica, comercial e industrial del Departamento de Córdoba.

## Integración del área metropolitana
Si bien el área aún no está configurada legalmente, está reconocida por el gobierno colombiano. La integrarían los siguientes municipios:
| Municipios                                 | Extensión (km²) | Población (hab) | Densidad (hab/km²) | Altitud m s. n. m. | Distancia al núcleo principal (km) |
| ------------------------------------------ | --------------- | --------------- | ------------------ | ------------------ | ---------------------------------- |
| Montería                                   | 3.141           | 512.994         | 140.5              | 18                 | n/d                                |
| Cereté                                     | 266             | 110.032         | 344.1              | 15                 | 15                                 |
| San Carlos                                 | 505             | 27.777          | 53.7               | 67                 | 22                                 |
| Ciénaga de Oro                             | 644             | 61.426          | 99.8               | 13                 | 35                                 |
| San Pelayo                                 | 481             | 53.786          | 90.6               | 12                 | 30                                 |
| Total                                      | 5.037           | 766.014         | 152,1              | —                  | —                                  |
| Estimación para 2022 realizado por el DANE |                 |                 |                    |                    |                                    |